# هانس هاینریش اولر
 هانس هاینریش اولر (انگلیسی: Hans Heinrich Euler؛ زاده ۶ اکتبر ۱۹۰۹ درگذشته ۳ آوریل ۱۹۴۱) یک دانشمند اهل آلمان بود. 